# +3DOS
PLUS3DOS o +3DOS es un sistema operativo de disco para las computadoras de 8 bits Sinclair ZX Spectrum de Amstrad, desarrollado por Locomotive Software. Su nombre proviene de la primera de las máquinas que fue comercializada con este sistema, el ZX Spectrum 128 +3, siendo la contracción de +3 Disc Operating System.

## Características
Influido fuertemente por el AMSDOS, fue lanzado en 1987 incluido de serie en las ROMs de los ZX Spectrum +3 y ZX Spectrum +2A, y de los posteriores ZX Spectrum +3B y ZX Spectrum +2B. El +3DOS era accesible por medio del Sinclair BASIC incorporado en el computador así como también a través de rutinas del firmware. Su función principal era mapear las rutinas de acceso a la unidad de disco (que estaba incorporada en los modelos +3). El sistema está contenido en la llamada ROM 2 del ordenador, ocupando tan solo 16KB.
Sus características iniciales eran:

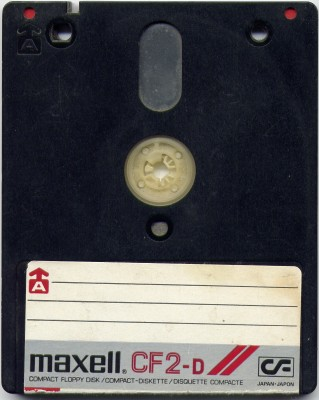
Disquete de 3 pulgadas, de uso habitual en los ordenadores Sinclair ZX Spectrum +3.

- Soporte para dos unidades de disco y el Disco RAM virtual.
- Compatibilidad con el sistema de archivos del sistema operativo CP/M Plus y CP/M 2.2.
- 16 ficheros abiertos al mismo tiempo.
- Lectura y escritura de archivos en la memoria RAM paginada.
- Borrado, renombrado y cambio de atributos de los archivos.
- Sistema de disco de arranque.
- Tamaño máximo teórico de un fichero: 8 megabytes.
- Tamaño máximo teórico de una unidad de disco: 8 megabytes.
- No permite el uso de directorios.

Si bien la disquetera que incorporaba el +3 (de 3 pulgadas) solo podía trabajar con 180KB por cada cara del disco, se podía conectar una segunda disquetera de 3½ compatible con el estándar Shugart y, al ser compatible el +3DOS con el formato de los discos del Amstrad PCW y Amstrad CPC 6128, trabajar con discos de 720KB. La producción del modelo ZX Spectrum 128 +3 cesó en diciembre de 1990, manteniéndose el +3DOS en el resto de los modelos. En 1992 Amstrad dejó de dar mantenimiento al sistema operativo, del que solo aparecieron las versiones 1.0 y 1.1, al retirar todos los modelos Amstrad Sinclair ZX Spectrum del mercado, desarrollándose no obstante para la máquina con posterioridad distintos interfaces de disco duro y CompactFlash, dando lugar a partir de revisiones y mejoras del +3DOS al sistema operativo +3e, versión no oficial del anterior.

## Comandos
Los comandos para operar con el disco en +3DOS estaban integrados en el intérprete de Sinclair BASIC incluido en la ROM de las máquinas. Su sintaxis era similar a la de sistemas operativos de disco para el ZX Spectrum anteriores, como el TOS, el TR-DOS o el GDOS. Entre los comandos, se encuentran: SAVE, LOAD, MERGE, ERASE, CAT, FORMAT, MOVE y COPY.

## Extensiones +3e
Las ROMs +3e, cuyas primeras versiones fueron lanzadas en el año 2000, incorporan numerosas modificaciones sobre las originales de Amstrad, entre ellas la eliminación de los errores conocidos existentes en la versión 1.1 del sistema operativo, así como nuevas funcionalidades accesibles desde los comandos del +3 BASIC. Una de las más importantes características es el soporte de interfaces para disco duro, CompactFlash, tarjetas SD y tarjetas MMC.